# Cuivré des marais
Lycaena dispar · Grand cuivré
Espèce
Statut de conservation UICN

 NT  : Quasi menacé
Le Cuivré des marais ou Grand cuivré (Lycaena dispar) est une espèce paléarctique de lépidoptères (papillons) de la famille des Lycaenidae et de la sous-famille des Lycaeninae.

## Systématique
L'espèce Lycaena dispar a été décrite par le naturaliste britannique Adrian Hardy Haworth en 1802, sous le nom initial de Papilio dispar.

### Synonymes[1],[2]
- Papilio dispar Haworth, 1802 — protonyme
- Thersamolycaena dispar Haworth, 1803
- Chrysophanus batavus Oberthür, 1923
- Papilio rutilus Werneburg, 1864

### Sous-espèces
Selon Catalogue of Life (12 septembre 2017) :
- Lycaena dispar antinigrescens (Lempke, 1954)
- Lycaena dispar auratus (Leech, 1887)
- Lycaena dispar batavus (Oberthür, 1923)
- Lycaena dispar borodowskyi (Grum-Grshimailo, 1900)
- Lycaena dispar burdigalensis (Lucas, 1913)
- Lycaena dispar carueli Le Moult, 1945
- Lycaena dispar centralitaliae (Verity, 1946)
- Lycaena dispar centroelongata (Lempke, 1954)
- Lycaena dispar dahurica (Graeser, 1888)
- Lycaena dispar decolorata (Beuret, 1954)
- Lycaena dispar depuncta (Beuret, 1954)
- Lycaena dispar extincta (Müller, 1920)
- Lycaena dispar gronieri Bernardi, 1963
- Lycaena dispar hippothoe (Schiffermüller, 1775)
- Lycaena dispar hungarica Szabó, 1956
- Lycaena dispar ignita (Lempke, 1954)
- Lycaena dispar infraparvipuncta (Lempke, 1954)
- Lycaena dispar italiae (Verity, 1946)
- Lycaena dispar latefasciata (Lempke, 1954)
- Lycaena dispar ornata (Lempke, 1954)
- Lycaena dispar postdisconulla (Lempke, 1954)
- Lycaena dispar postnigricosta (Lempke, 1954)
- Lycaena dispar ramaini (Le Moult, 1946)
- Lycaena dispar rutilus (Werneburg, 1864)
- Lycaena dispar supradiscoelongata (Lempke, 1954)

## Noms vernaculaires
- en français : le Cuivré des marais, le Grand cuivré ; plus rarement le Grand argus satiné, l'Argus satiné à taches noires, le Lycène disparate, le Cuivré de la Parelle-d'eau[2]
- en anglais : Large Copper
- en allemand : Großer Feuerfalter
- en néerlandais : Grote vuurvlinder

## Description

### Imago

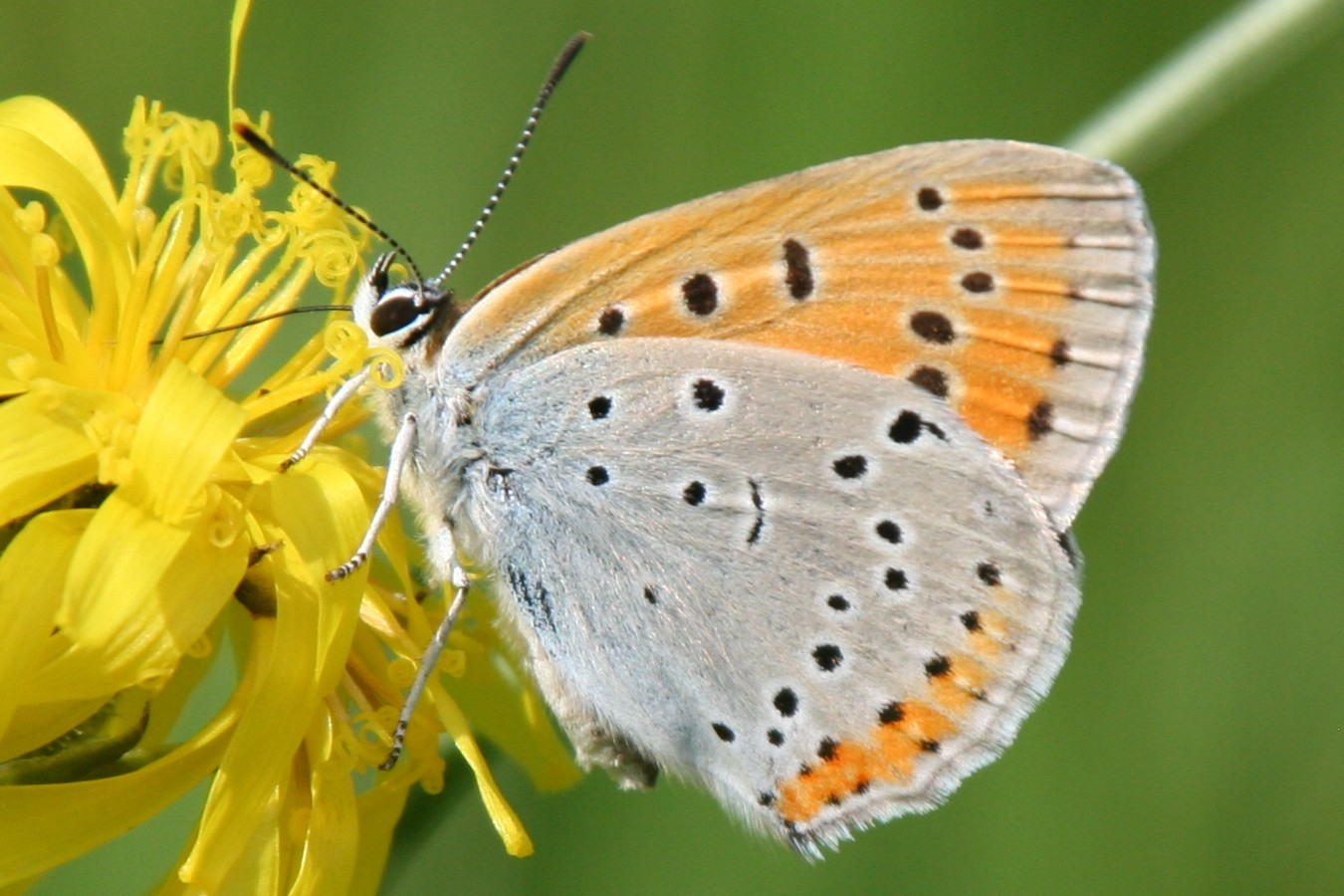
Femelle
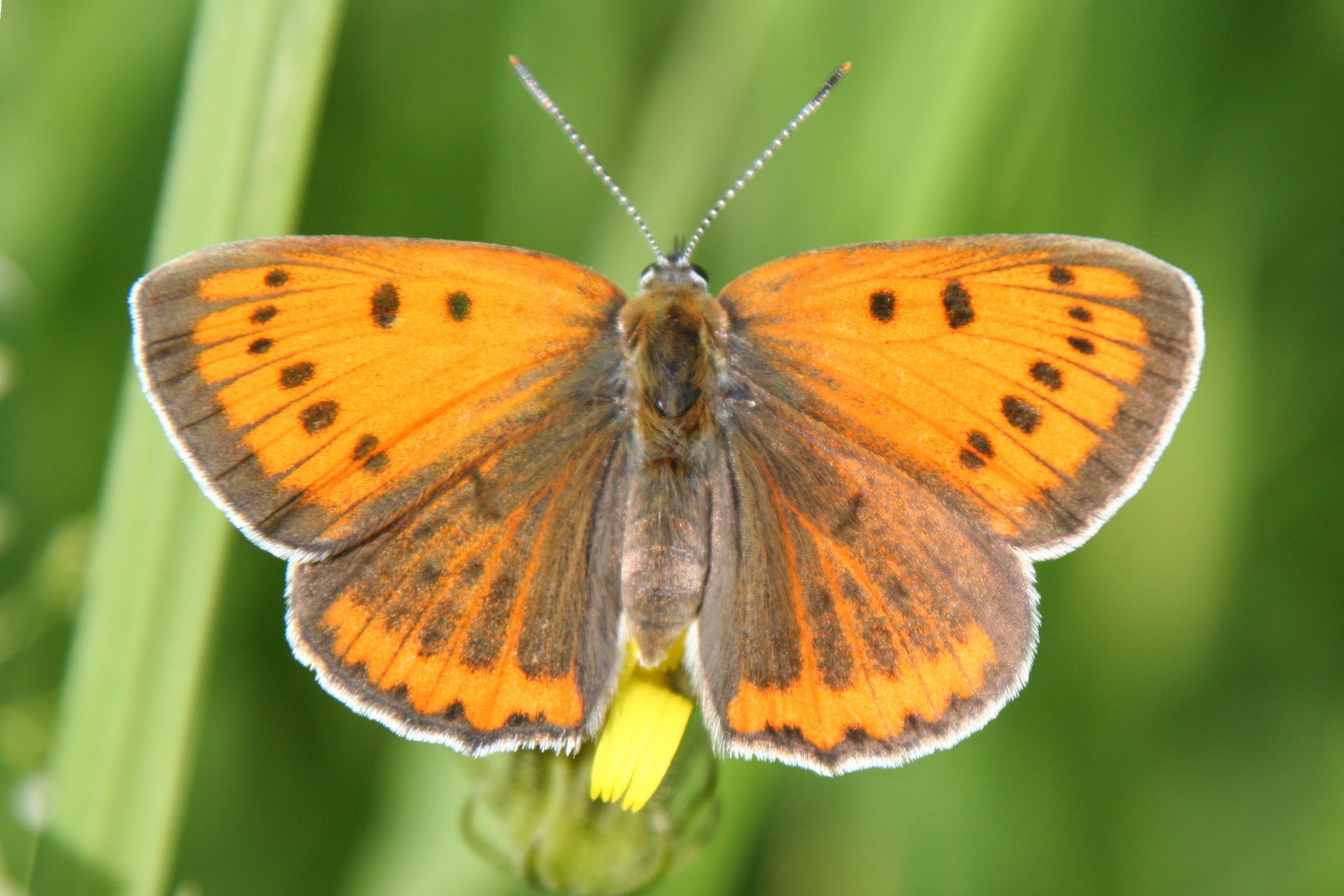
Femelle
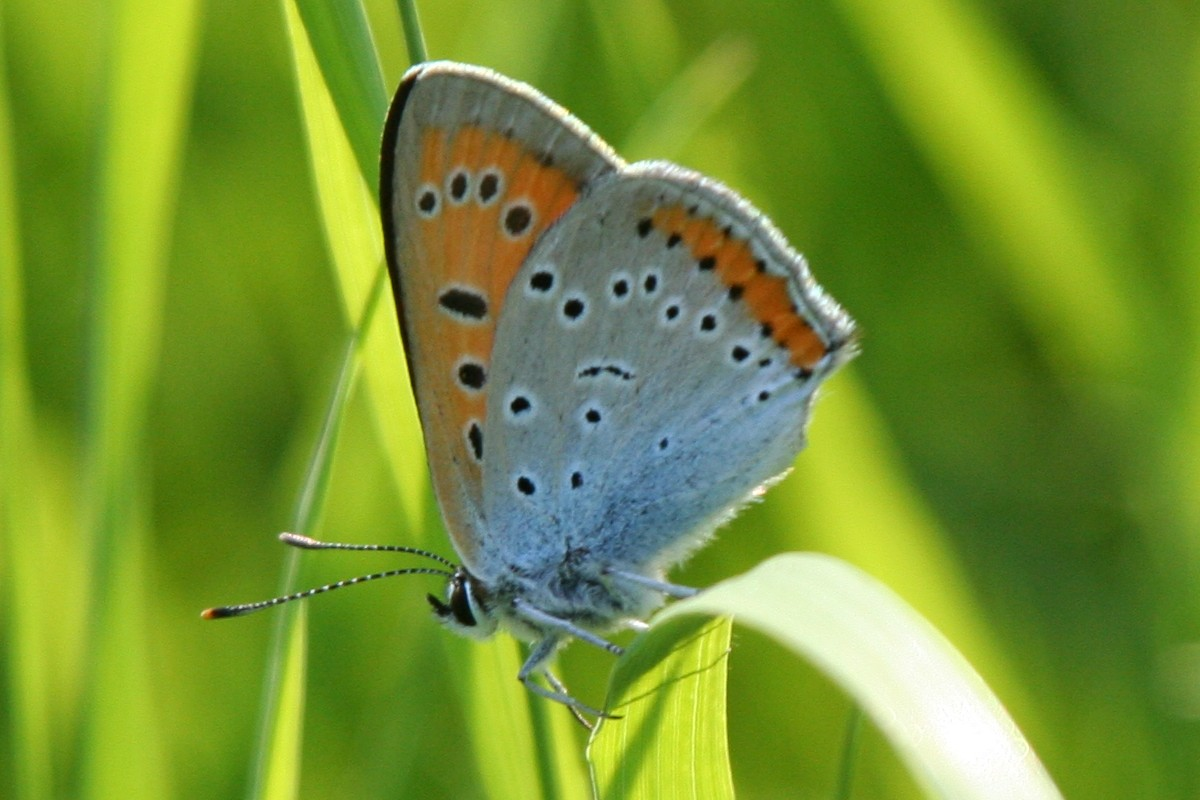
Mâle

L'imago du Cuivré des marais est un petit papillon présentant des variations entre les sexes et entre les sous-espèces. Le dessus du mâle est cuivre avec une étroite bordure marron et à la partie postérieure des ailes postérieures une suffusion marron. Les ailes antérieures du dessus de la femelle sont cuivre avec une large bordure marron et ornées de grosses taches marron formant une ligne et les ailes postérieures sont marron avec une bande submarginale orange.
Le revers est aux antérieures d'un ton orange et aux postérieures d'un ton beige grisé, ornées de points noirs cernés de blanc et aux postérieures d'une ligne submarginale de taches orange ovales. Un appendice caudal en n2 peut être présent ou pas.
Le revers de l'aile antérieure est orange plus ou moins clair suivant les sous-espèces, orné de points noirs cerclés de blanc et l'aile postérieure est grisée à bleutée avec une bande submarginale de points orange pouvant former une bande continue, et une ornementation de points noirs cerclés de blanc.

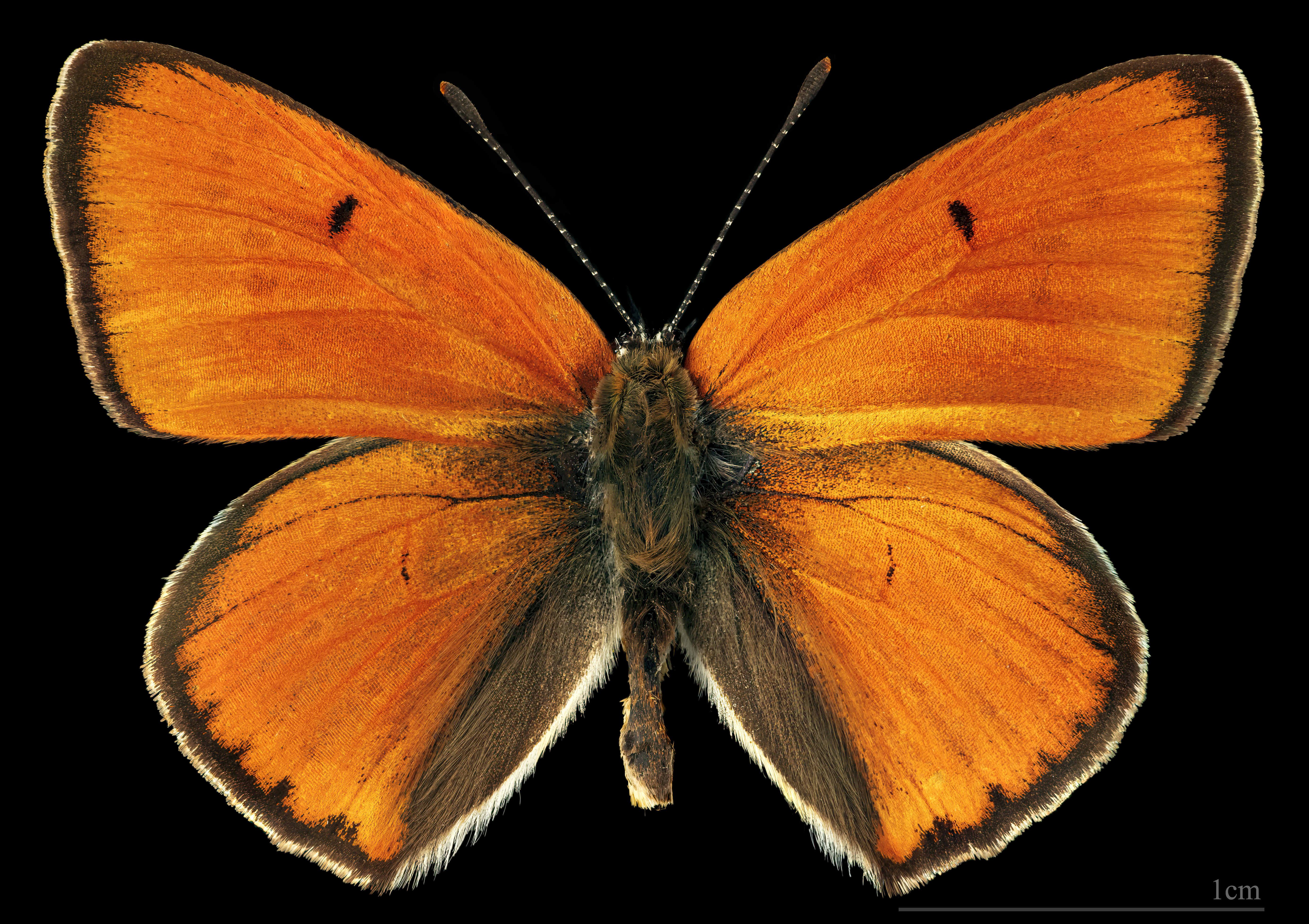
Lycaena dispar  ♂   MHNT
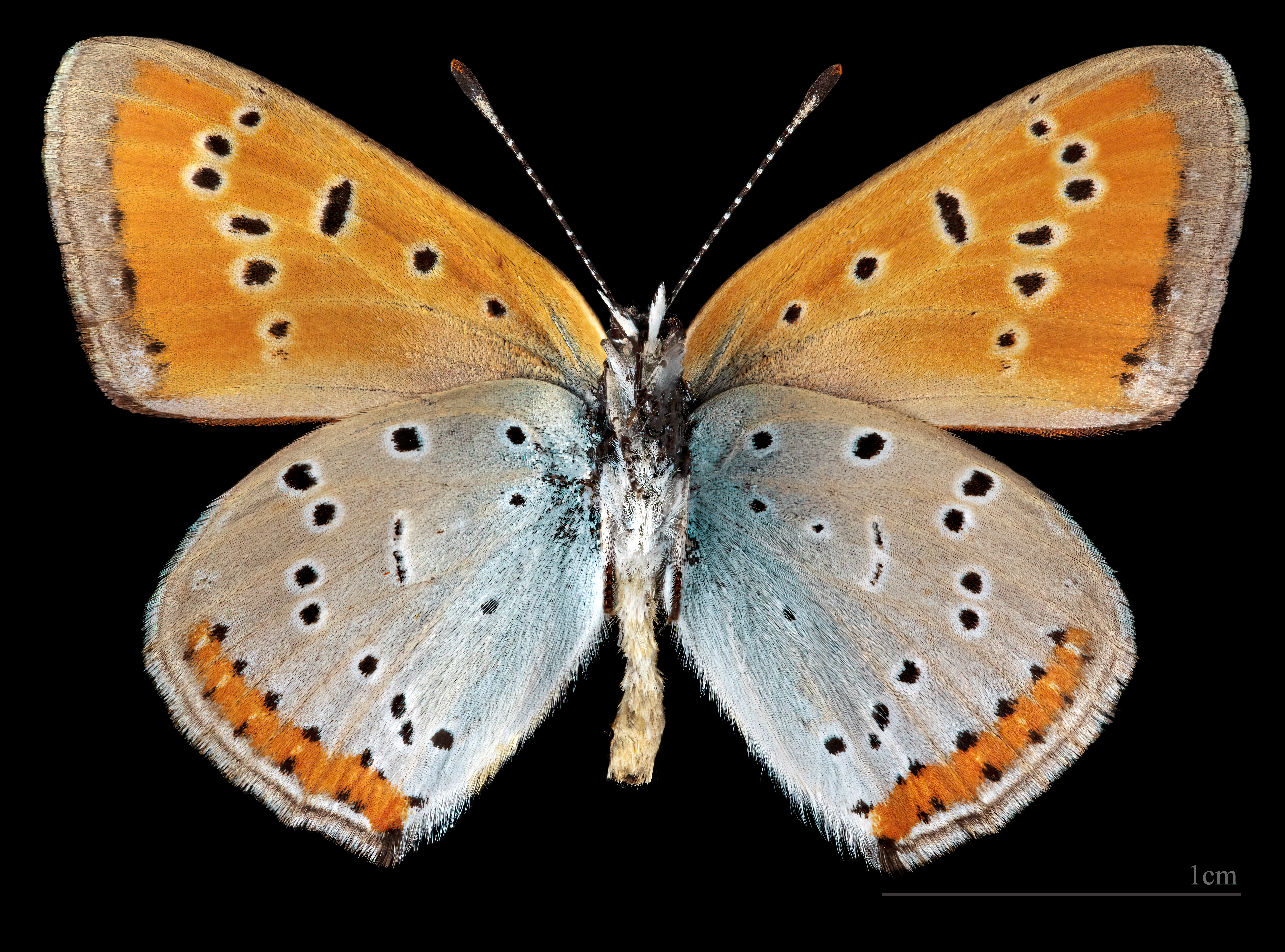
Lycaena dispar  ♂  △
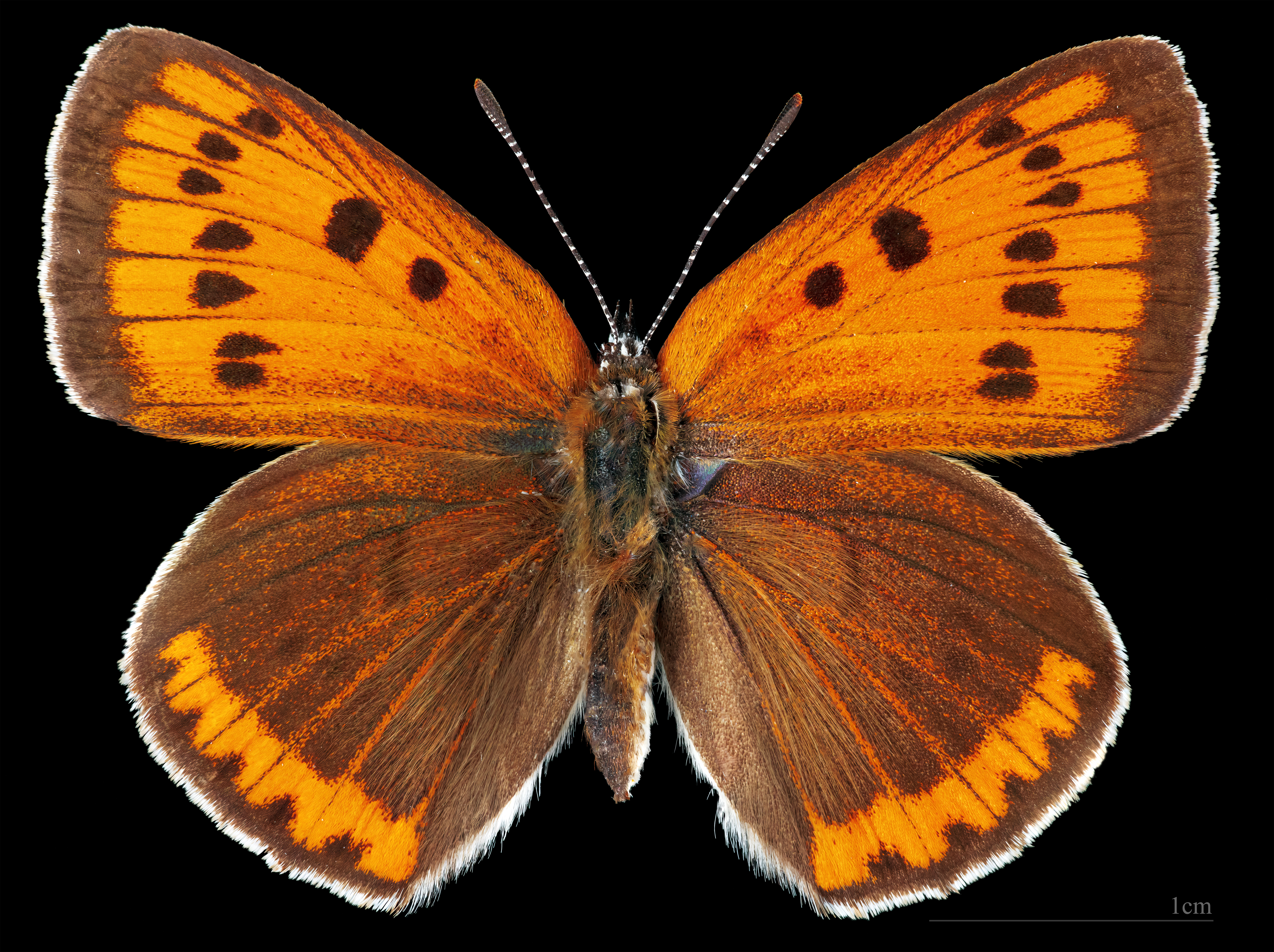
Lycaena dispar  ♀
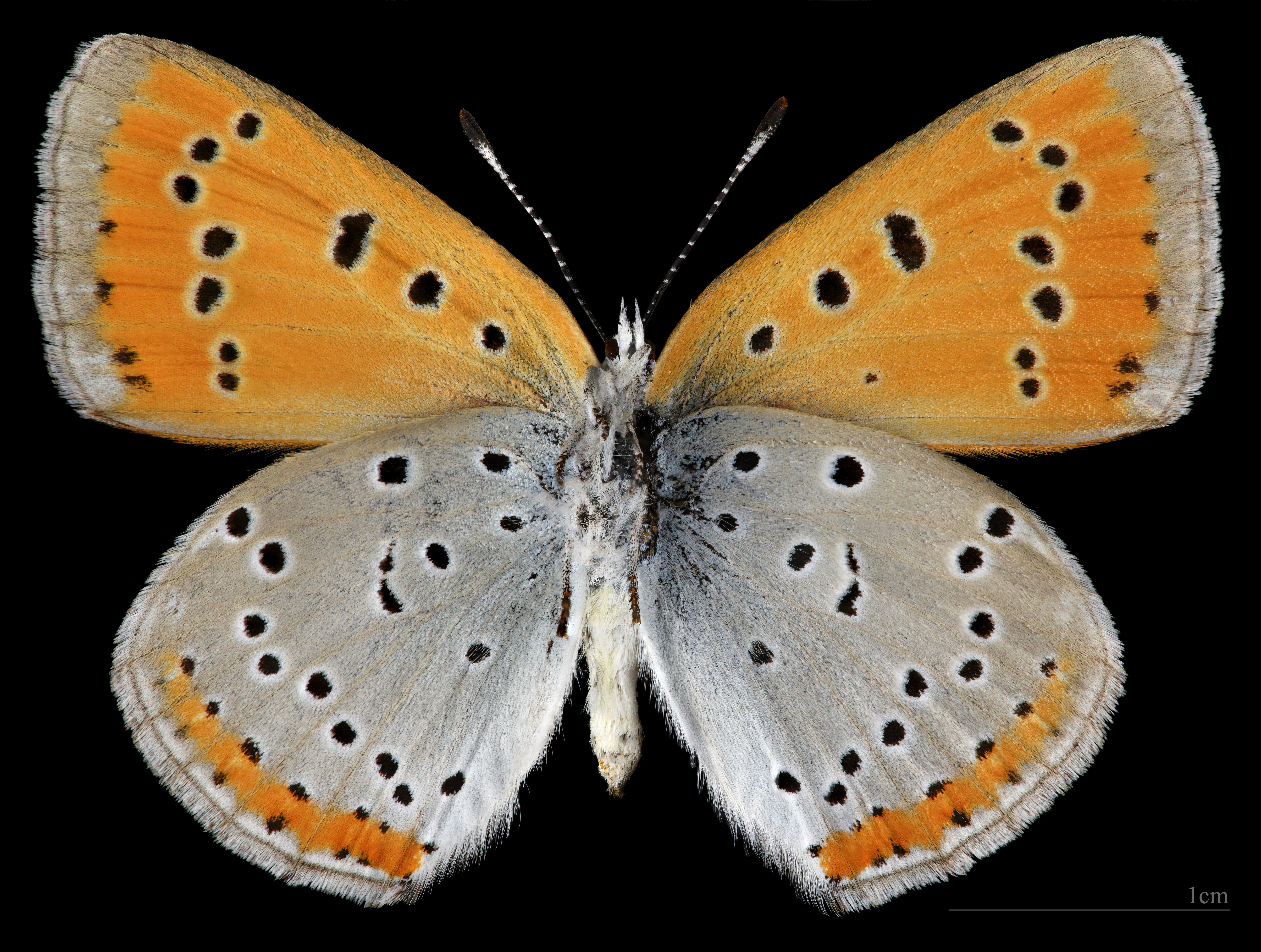
Lycaena dispar  ♀ △

- Femelle
- Femelle
- Mâle

#### Espèces proches ou ressemblantes
La femelle peut être confondue avec le mâle du Cuivré commun.

### Chenille et chrysalide
Les œufs d'une couleur gris clair caractéristique, sont pondus sur, sous les feuilles ou sur les tiges des plantes hôtes. Leur incubation dure 5 à 16 jours. La jeune chenille, petite et trapue, possède une tête rétractile marron et un corps de couleur vert vif couvert de points blancs avec une bande dorsale et des stries latérales vertes peu marquées. Au second stade elles sont de couleur rosâtre.

## Biologie

### Période de vol et hivernation
Il vole en deux générations (espèce bivoltine), en mai-juin et juillet-août.
Il hiverne en tant que chenille au second stade capable de résister à un long séjour dans l'eau.

### Plantes hôtes
Ses plantes hôtes sont des Rumex ou oseilles sauvages : Rumex hydrolapathum, Rumex crispus, Rumex obtusifolius, Rumex conglomeratus et Rumex aquaticus.

## Écologie et distribution

### Distribution
Le Cuivré des marais est présent en colonies dispersées dans une large aire s'étendant de l'Ouest de l'Europe jusqu'à la région du fleuve Amour en Extrême-Orient. Il est en régression dans de nombreux pays, et éteint en Grande-Bretagne.
En France métropolitaine, on peut le trouver dans une large bande allant approximativement du Nord-Est (Lycaena dispar rutila) au Sud-Ouest (Lycaena dispar burdigalensis) du pays, ; l'espèce y est cependant localisée et peu abondante.

### Biotope
C'est un lépidoptère des prairies humides et des marais.

### Protection
Le Cuivré des marais est inscrit sur la liste des insectes strictement protégés de l'annexe 2 de la Convention de Berne, sur la liste des insectes strictement protégés de l'annexe II et de l'annexe IV de la Directive Habitats du Conseil de l'Europe concernant la conservation des habitats naturels ainsi que de la faune et de la flore sauvages du 21 mai 1992.
En France le Cuivré des marais est inscrit sur la liste rouge des insectes de France métropolitaine (arrêté du 22 juillet 1993 fixant la liste des insectes protégés sur le territoire national). Il est aussi inscrit en Allemagne sur la liste rouge du Bade-Wurtemberg.
Espèce protégée en France, le Cuivré des marais est en régression partout où disparaissent les zones humides.
Le Cuivré des marais est éteint en Grande-Bretagne.